# Hawala
Hawala sau hewala (arabă حِوالة ḥawāla, adică transfer sau uneori încredere), cunoscut și sub denumirea de havaleh  în persană, hundi (हुण्डी huṇḍī) în hindi și xawala sau xawilaad în Somali, este un sistem popular și informal de transfer de valori bazat, nu pe circulația numerarului sau pe transferurile telegrafice sau de rețea computerizată între bănci, ci pe activitatea și onoarea unei rețele uriașe de brokeri de bani (cunoscuți sub numele de hawaladari). Hawaladarii sunt răspândiți în întreaga lume, în primul rând în Orientul Mijlociu, Africa de Nord, Cornul Africii și Subcontinentul Indian, care operează în afara sau în paralel cu sistemele bancare tradiționale, financiare și sistemele de remitență. Hawala respectă tradițiile islamice, dar utilizarea sa nu se limitează doar la musulmani. 

## Origini
Sistemul hawala există încă din secolul al VIII-lea între comercianții arabi și musulmani de-a lungul Drumului mătăsii și nu numai ca protecție împotriva furtului. Se crede că a apărut în finanțarea comerțului pe distanțe lungi în jurul centrelor comerciale de capital emergente în perioada medievală timpurie. În Asia de Sud, se pare că s-a dezvoltat într-un instrument pe piața monetară pe deplin, care a fost înlocuit treptat doar de instrumentele sistemului bancar formal în prima jumătate a secolului XX. 
Hawala a influențat dezvoltarea agenției în drept comun și în drepturile civile, cum ar fi aval în dreptul francez și avallo în dreptul italian. Cuvintele aval și avallo au fost ele însele derivate din hawala. 
Transferul datoriilor, care „nu este permis în temeiul dreptului roman, dar a fost practicat pe scară largă în Europa medievală, în special în tranzacțiile comerciale”, s-a datorat în mare măsură „comerțului realizat de orașele italiene cu lumea musulmană în Evul Mediu“. Agenția era, de asemenea, „o instituție necunoscută dreptului roman”, întrucât „nicio persoană fizică nu putea încheia un contract obligatoriu în numele altuia ca agent al său”. În dreptul roman, „contractantul însuși a fost considerat parte la contract și a luat un al doilea contract între persoana care a acționat în numele unui mandant și acesta din urmă pentru a transfera drepturile și obligațiile care decurg din contract”. Pe de altă parte, dreptul islamic și dreptul comun ulterior "nu au avut dificultăți în a accepta agenția ca una dintre instituțiile sale în domeniul contractelor și a obligațiilor în general". 
Astăzi, hawala este probabil utilizată mai ales pentru remitențele lucrătorilor migranți la țările lor de origine.  

## Cum funcționeazăhawala
În cea mai de bază variantă a sistemului hawala, banii sunt transferați printr-o rețea de brokeri hawala sau hawaladari. Este transferul de bani fără a-i muta efectiv. De fapt, o definiție de succes a sistemului hawala care este utilizată este „transferul de bani fără mișcare de bani”. Potrivit autorului Sam Vaknin, în timp ce există mari operatori de hawaladar cu rețele de intermediari în orașele din multe țări, majoritatea hawaladars sunt întreprinderi mici care lucrează la Hawala ca linie de plecare sau ca operațiune de iluminare a lunii. 

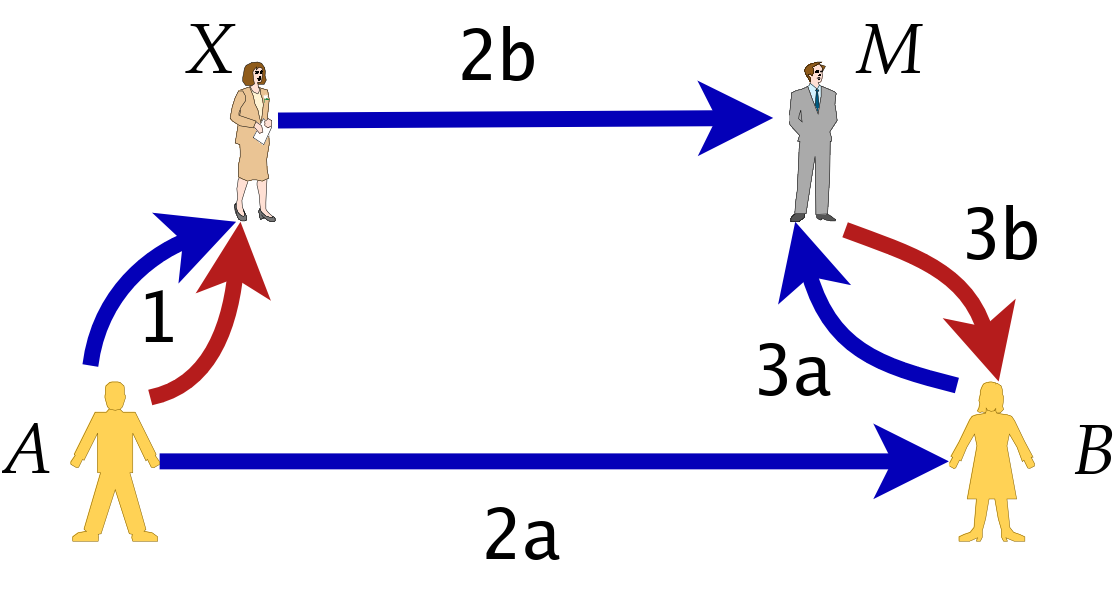
Exemplu de tranzacție hawala; vezi textul pentru o explicație.

Figura arată cum funcționează hawala: (1) un client ( A, partea stângă) se apropie de un broker hawala (X ) într-un oraș și dă o sumă de bani (săgeată roșie) care urmează să fie transferată unui destinatar (B, partea dreaptă) într-un alt oraș, de obicei străin. Împreună cu banii, el specifică de obicei ceva precum o parolă care va duce la plata banilor (săgeți albastre). (2b) Hawa ia legătura cu un alt broker hawala M din orașul destinatarului și îl informează pe M despre parola convenită sau oferă alte dispoziții ale fondurilor. Apoi, destinatarul ( B ), care a fost informat și de A despre parola (2a), acum se apropie de M și îi spune parola convenită (3a). Dacă parola este corectă, atunci M eliberează suma transferată către B (3b), de obicei minus un mic comision. X acum datorează practic lui M  banii pe care M i-a plătit lui B; astfel, M trebuie să aibă încredere în promisiunea lui X de a soluționa datoria la o dată ulterioară. 
Caracteristica unică a sistemului este că nu se schimbă instrumente la ordin între brokerii hawala; tranzacția are loc în întregime pe sistemul de onoare. Întrucât sistemul nu depinde de executarea legală a creanțelor, acesta poate funcționa chiar și în absența unui mediu juridic și juridic. Încrederea și utilizarea extensivă a conexiunilor sunt componentele care o deosebesc de alte sisteme de remitență. Rețelele de hawaladari sunt adesea bazate pe apartenența la aceeași familie, sat, clan sau grup etnic, iar înșelăciunea este pedepsită prin excomunicare eficientă și „pierderea onoarei” - care duce la greutăți economice severe. 
Înregistrările informale sunt produse pentru tranzacții individuale și se păstrează o rată de execuție a sumei datorate de un broker către altul. Decontarea datoriilor între brokeri hawala poate lua o varietate de forme (cum ar fi bunuri, servicii, proprietăți, transferuri de angajați etc.) și nu trebuie să ia forma tranzacțiilor directe în numerar. 
În afară de comisioane, brokerii hawala își câștigă adesea profitul prin ocolirea cursurilor de schimb oficiale. În general, fondurile intră în sistem în moneda țării sursă și lasă sistemul în moneda țării beneficiare. Întrucât deconturile au loc adesea fără nicio tranzacție de schimb valutar, ele pot fi efectuate cu alte cursuri decât cursurile de schimb oficiale. 
Hawala este atractiv pentru clienți, deoarece oferă un transfer rapid și convenabil de fonduri, de obicei cu un comision mult mai mic decât cel perceput de bănci. Avantajele sale sunt cele mai pronunțate atunci când țara primitoare aplică reglementări neprofitabile ale cursului de schimb sau când sistemul bancar din țara primitoare este mai puțin complex (de exemplu, din cauza diferențelor de mediu legal în locuri precum Afganistan, Yemen, Somalia). Mai mult decât atât, în unele părți ale lumii este singura opțiune pentru transferuri de fonduri legitime și a fost chiar folosită de organizațiile de ajutor din zonele în care este cea mai bună funcționare a instituției. 

## Variante regionale
Dubaiul a fost proeminent de zeci de ani ca un hub primitor pentru tranzacțiile hawala din întreaga lume. 

### Asia de Sud

#### Hundi

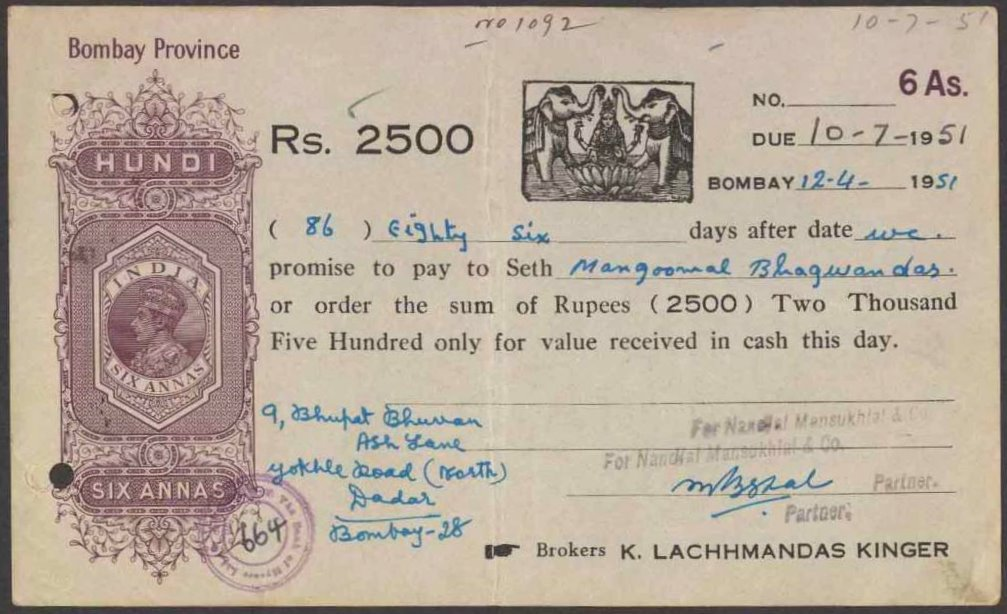
Un 1951 hundi din provincia Bombay pentru Rs 2500 cu un timbru de venit preimprimat.

Hundi este un instrument financiar care s-a dezvoltat pe sub-continentul indian pentru utilizare în tranzacții comerciale și de credit. Hundi-urile sunt folosite ca formă de instrument de remitere pentru a transfera bani din loc în loc, ca formă de instrument de credit sau OI pentru a împrumuta bani și în chip de cambie la tranzacțiile comerciale. Rezerva Bank of India descrie hundi drept „o comandă necondiționată în scris, făcută de o persoană care împuternicește o altă persoană să plătească o anumită sumă de bani unei persoane numite în ordin”. 

#### Angadia
Cuvântul angadia înseamnă curier în hindi, dar îi desemnează și pe cei care acționează ca hawaladari (vezi supra) în India. Acești oameni acționează mai ales ca un sistem bancar paralel pentru oamenii de afaceri. Ei percep un comision de aproximativ 0,2–0,5% pentru fiecare tranzacție la transferul banilor dintr-un oraș în altul. 

### Cornul Africii
Potrivit CIA, odată cu dizolvarea sistemului bancar formal al Somaliei, au apărut mulți operatori informali de transfer de bani pentru a umple golul. Se estimează că astfel de brokeri hawaladars, xawilaad sau xawala sunt acum responsabili pentru transferul de până la 1,6 miliarde de dolari pe an în remitențele către țară,  majoritatea provenind din Somalia care lucrează în afara Somaliei. La rândul lor, aceste fonduri au avut un efect stimulator asupra afacerilor locale. 

### Africa de Vest
Rebeliunea Tuareg din 2012 a părăsit Mali de Nord fără un serviciu oficial de transfer de bani timp de luni. Mecanismele de coping care au apărut au fost modelate pe sistemul hawala. 

## Recurgeri la spălarea banilor post-9/11 (după căderea Turnurilor Gemene)
Unii oficiali guvernamentali afirmă că hawala poate fi folosită pentru a facilita spălarea banilor, pentru a evita impozitarea și pentru a muta o avere în mod anonim.
Drept urmare, este ilegal în unele state americane, India, Pakistan și în alte țări.
După atacurile teroriste din 11 septembrie, guvernul american a bănuit că unii brokeri hawala ar fi putut ajuta organizațiile teroriste să transfere bani pentru a-și finanța activitățile, iar Raportul Comisiei 11 septembrie a declarat că „Al Qaeda a mutat frecvent banii prin sistemul hawala. Ca urmare a presiunii intense din partea autorităților americane de a introduce inițiative sistematice antispălare de bani la scară globală, o serie de rețele de hawala au fost închise și o serie de hawaladari au fost urmăriți cu succes pentru spălarea banilor. Cu toate acestea, există puține dovezi că aceste acțiuni au adus autoritățile mai aproape de identificarea și arestarea unui număr semnificativ de teroriști sau traficanți de droguri. Experții au subliniat că majoritatea covârșitoare a celor care au utilizat aceste rețele informale au făcut acest lucru în scopuri legitime și au ales pur și simplu să utilizeze un mijloc de tranzacție, altul decât sistemele bancare acceptate de stat. Astăzi, sistemul hawala din Afganistan este esențial în furnizarea de servicii financiare pentru furnizarea de ajutor de urgență și ajutor umanitar și de dezvoltare pentru majoritatea ONG-urilor internaționale și interne, organizații donatoare și agenții de ajutor pentru dezvoltare. 
În noiembrie 2001, administrația Bush a înghețat activele Al-Barakat, o companie somaleză de remitențe care a fost utilizată în principal de un număr mare de imigranți somalezi. Mulți dintre agenții săi din mai multe țări au fost arestați inițial, deși au fost eliberați mai târziu, după ce nu au fost găsite probe concrete împotriva lor. În august 2006, ultimii reprezentanți Al-Barakat au fost scoși de pe lista SUA a teroriștilor, deși unele active rămân înghețate. Mass-media a speculat că pirații din Somalia folosesc sistemul hawala pentru a muta fonduri la nivel internațional, de exemplu în Kenya vecină, unde aceste tranzacții nu sunt nici impozitate, nici înregistrate. 
În ianuarie 2010, biroul din Kabul al New Ansari Exchange, cea mai mare afacere de transferuri de bani de hawala din Afganistan, a fost închis în urma unor raiduri a Sensitive Investigative Unit, unitatea națională de anticorupție politică; se presupune că această companie a fost implicată în spălarea profiturilor din comerțul ilicit de opiu și mutarea numerarului câștigat de către lorzii drogurilor cu legături în guvern prin extorcare și trafic de droguri. Au fost confiscate mii de înregistrări, din care s-au găsit legături între transferurile de bani de către această companie și personalitățile politice și de afaceri și ONG-urile din țară, inclusiv rudele președintelui Hamid Karzai. În august 2010, Karzai a preluat controlul grupului de lucru care a organizat raidul, și grupul anticorupție consiliat de SUA, Major Crimes Task Force. El a ordonat unei comisii să examineze scorurile de investigații anticorupție anterioare și actuale. 
- Banca islamică